# Джонс, Джонквел
Джонквел Орти Джонс (англ. Jonquel Orthea Jones; родилась 5 января 1994 года, Фрипорт, Багамские Острова) — багамская профессиональная баскетболистка, выступающая в женской национальной баскетбольной ассоциации за клуб «Нью-Йорк Либерти». Была выбрана на драфте ВНБА 2016 года в первом раунде под общим шестым номером клубом «Коннектикут Сан». В 2017 году стала самым прогрессирующим игроком ВНБА, в 2018 году признана лучшим шестым игроком, а в 2021 году выиграла награду самому ценному игроку. Играет на позиции тяжёлого форварда и центровой.
В 2019 году получила гражданство Боснии и Герцеговины, чтобы иметь возможность выступать на международных соревнованиях за национальную сборную этой страны, в её составе принимала участие на чемпионате Европы 2021 года в Испании и Франции, на котором боснийки заняли пятое место.

## Ранние годы
Джонквел Джонс родилась 5 января 1994 года в городе Фрипорт, на Багамских Островах, недалеко от побережья США, в семье Престона и Эттаме Джонс, у неё есть два брата, Дэвид и Тино, и четыре сестры, Даниэль, Хуанита, Престина и Ния. Училась в баптистской средней школе Ривердейл, штат Мэриленд, в которой играла за местную баскетбольную команду. В выпускном классе её команда выиграла национальный чемпионат христианских школ, имея в своём активе 35 побед и всего при двух поражениях, а сама Джонс в сезоне 2011/2012 годов набирала по 15,7 очка и 15,6 подбора в среднем за игру. По итогам сезона была признана игроком года штата Мэриленд по версии Gatorade, Washington Post и Gazette. В 2012 году она принимала участие в игре WBCA All-American, в которой выступают лучшие выпускницы школ США и Канады.

## Студенческая карьера
В 2012 году она поступила в университет Клемсона, в котором провела всего восемь игр, набирая в среднем за игру по 9,8 очка, 10,0 подбора и 2,1 блок-шота, после чего объявила о своём желании поменять место учёбы, переехав в университет Джорджа Вашингтона.
Уже в своём дебютном сезоне за команду «Джордж Вашингтон Колониалс» Джонс набирала по 14,7 очка, 10,9 подбора и 1,9 блок-шота в среднем за матч, по окончании которого была включена во вторую сборную всех звёзд конференции Atlantic 10. В сезоне 2014/2015 годов Джонс немного улучшила свои показатели (15,3, 12,5 и 1,9), за что по его итогам была признана не только игроком года, но и лучшим оборонительным игроком, была включена в первую сборную всех звёзд и сборную всех звёзд защиты, была признана самым выдающимся игроком турнира, а также включена в сборную всех звёзд турнира конференции Atlantic 10. В выпускном классе она вновь улучшила свои статистические показатели (16,2, 14,6 и 3,3), за то по его итогам была включена во вторую сборную всех звёзд и сборную всех звёзд защиты A-10. В итоге за время своих выступлений за «Колониалс» стала третьей в истории команды по подборам (961), четвёртой по среднему набору очков за игру (15,4), пятой по блок-шотам (177) и 23-й по очкам (1171), к тому же стала третьей в её истории, набравшей более 1000 очков, 800 подборов и 100 блок-шотов.

## Профессиональная карьера
В 2016 году Джонс выставила свою кандидатуру на ярмарку талантов ВНБА, на которой та была выбрана под шестым номером клубом «Коннектикут Сан». Уже в своём дебютном сезоне она стала девятым по результативности игроком своей команды, будучи её резервной центровой, набирая в среднем за игру по 6,8 очка, 3,7 подбора и 1,1 блок-шота.
В сезоне 2017 года Джонквел Джонс уже выступала на позиции стартовой центровой «Коннектикута», который стал для неё намного успешней. Первые четыре матча сезона «Сан» проиграли, однако в пятой феноменальная игра Джонс, набравшей 23 очка и 21 подбор, позволила разгромить команду «Чикаго Скай» со счётом 97:79, сама же Джонс стала тринадцатым игроком в истории лиги, оформившим дабл-дабл с  20 очками и 20 подборами. 8 июля 2017 года «Коннектикут» совершил самый большой в истории команды камбэк, обыграв «Вашингтон Мистикс» со счётом 96:92, проигрывая по ходу встречи 22 очка. После этой игры баланс побед и поражений «Сан» стал 10-7, а Джонс внесла весомый вклад в победу своего клуба, забив 22 очка и сделав 9 подборов. 11 июля 2017 года по итогам электронного голосования, проводимого среди болельщиков, она впервые была выбрана на матч всех звёзд ВНБА и сразу в число игроков стартовой пятёрки сборной Востока. По итогам этого матча Джонквел стала лучшим игроком встречи сразу же по двум главным статистическим показателям, набрав 24 очка и совершив 9 подборов, но не была признана его самым ценным игроком, так как выступала за проигравшую команду. В своём втором сезоне в женской НБА она стала лучшим игроком «Коннектикута» сразу по трём статистическим показателям, набирая в среднем за матч по 15,4 очка, 11,9 подбора и 1,5 блок-шота. Помимо того в этом сезоне Джонс установила рекорд по количеству подборов в отдельно взятом регулярном чемпионате, побив результат Тины Чарльз, причём она стала первым игроком ассоциации, совершившим более 400 подборов в одном сезоне (всего 403 подбора). По итогам сезона Джонквел была признана самым прогрессирующим игроком лиги, а также была включена во вторую сборную всех звёзд женской НБА. Прогресс Джонс наряду с Жасмин Томас и Алиссой Томас, которые были включены в сборную всех звёзд защиты женской НБА, позволил команде «Коннектикут Сан» впервые с 2012 года вернуться в плей-офф, куда она вышла с четвёртым результатом, 21 победа при 13 поражениях, что позволило ей пропустить его первый раунд. На втором этапе игр навылет, состоявшем всего из одного матча, «Коннектикут» встретился с клубом «Финикс Меркури», однако проиграл ему в упорной борьбе со счётом 83:88, а Джонс в своей первой игре плей-офф в карьере набрала 19 очков и совершила 15 подборов.